# Michael Roiz
Michael Roiz (ur. 10 października 1983) – szachista urodzony w Rosji, reprezentant Izraela od 1995, arcymistrz od 2003 roku.

## Kariera szachowa
Od najmłodszych lat reprezentował Izrael na mistrzostwach świata i Europy juniorów w różnych kategoriach wiekowych, największy sukces odnosząc w 1997 w Tallinnie, gdzie zdobył srebrny medal ME w grupie do lat 14. W tym samym roku podzielił I m. (wspólnie z m.in. Awigdorem Bychowskim i Dmitrijem Godesem) w Tel Awiwie. W 2004 zwyciężył w Aszdodzie (ze Zvulonem Gofshteinem), Zurychu (z Yannickiem Pelletierem, Wadymem Małachatką, Aloyzasem Kveinysem i Giennadijem Ginsburgiem) oraz podzielił II lokatę w Saint-Vincent (za Liviu-Dieterem Nisipeanu, wspólnie z Witalijem Hołodem i Michaiłem Gurewiczem). W 2005 podzielił III m. w otwartych turniejach w Bielu (za Michaiłem Kobaliją i Jewgienijem Aleksiejewem) oraz Benasque (za Krishnnem Sasikiranem i Michaelem Oratowskim) i uczestniczył w pucharze świata, w I rundzie przegrywając z Aleksandrem Motylowem. W 2007 odniósł kolejne sukcesy: zwyciężył (z Suatem Atalıkiem, przed Anatolijem Karpowem) w Valjevie oraz podzielił I m. w Port Erin (wspólnie z Zacharem Jefimenką, Michaiłem Kobaliją, Mateuszem Bartlem, Jurijem Jakowiczem oraz Witalijem Hołodem). Wystąpił również w kolejnym turnieju o puchar świata, w I rundzie eliminując Warużana Hakopiana, ale w II przegrywając z Etienne Bacrotem. W 2009 podzielił II m. (za Borisem Graczowem, wspólnie z Radosławem Wojtaszkiem) w Lublinie.
Od 2003 jest podstawowym zawodnikiem reprezentacji Izraela. W 2004 zadebiutował na olimpiadzie szachowej w Calvii (zajmując wraz z drużyną V miejsce), natomiast w 2008 zdobył w Dreźnie drużynowy srebrny medal. W 2005 wystąpił na drużynowych mistrzostwach świata w Beer Szewie. Jest również trzykrotnym medalistą drużynowych mistrzostw Europy: srebrnym wraz z zespołem (2003) oraz złotym i srebrnym za wyniki indywidualne (2007).
Najwyższy wynik rankingowy w dotychczasowej karierze osiągnął 1 lipca 2008; mając 2680 punktów, zajął wówczas 40. miejsce na światowej liście FIDE (oraz drugie – za Borisem Gelfandem – wśród szachistów izraelskich).